# Umění jíst a milovat
Umění jíst a milovat (v originále La Passion de Dodin Bouffant) je francouzsko-belgický hraný film z roku 2023, který režíroval Trần Anh Hùng jako adaptaci knihy La Vie et la passion de Dodin-Bouffant, Gourmet od Marcela Rouffa. Snímek měl světovou premiéru na filmovém festivalu v Cannes dne 24. května 2023.

## Děj
Francie kolem roku 1885. Eugénie pracuje dvacet let jako kuchařka pro slavného gastronoma Dodina. Ve svém oboru je považována za vynikající. To se vysvětluje zejména časem, který Eugénie strávila v kuchyni s Dodinem. V průběhu let se mezi nimi vyvinul milostný vztah. Z jejich společné lásky ke gastronomii se rodí jedinečná, chutná a delikátní jídla. Eugenie, žena milující svobodu, si však Dodina nikdy nechtěla vzít. Když onemocní, Dodin se rozhodne poprvé vařit pro svou milovanou sám.

## Obsazení
| Benoît Magimel          | Dodin Bouffant  |
| Juliette Binocheová     | Eugénie         |
| Galatéa Bellugi         | Violette        |
| Emmanuel Salinger       | Rabaz           |
| Patrick d'Assumçao      | Grimaud         |
| Jan Hammenecker         | Magot           |
| Frédéric Fisbach        | Beaubois        |
| Bonnie Chagneau-Ravoire | Pauline         |
| Yannik Landrein         | otec Pauline    |
| Sarah Adler             | matka Pauline   |
| Jean-Marc Roulot        | Augustin        |
| Mhamed Arezki           | princ           |
| Clément Hervieu-Léger   | princův posel   |
| Pierre Gagnaire         | princův stolník |
| Chloé Lambert           | kandidátka      |

## Ocenění
- César: nominace v kategoriích nejlepší kamera (Jonathan Ricquebourg), nejlepší kostýmy (Tran Nu Yên Khê) a nejlepší výprava (Toma Baquéni)